# مدرج التاج
مدرج التاج (بالإنجليزية: Crown Complex)‏ (كان في الأصل ملعب كراون كوليسيوم مقاطعة كمبرلاند) هو مكان متعدد الأغراض في فايتفيل، كارولاينا الشمالية والذي يتضمن كراون كوليسيوم، وهو ملعب داخلي.